# Institute for Monitoring Peace and Cultural Tolerance in School Education
L'Institute for Monitoring Peace and Cultural Tolerance in School Education (IMPACT-SE; in italiano: Istituto per il monitoraggio della pace e della tolleranza culturale nell'educazione scolastica), in precedenza: Center for Monitoring the Impact of Peace (CMIP; in italiano:  Centro per il Monitoraggio dell'Impatto della Pace) è una organizzazione non-profit che si definisce come apolitica, fondata nel 1998.
Secondo quanto dichiarato sul suo sito web, IMPACT-SE "esamina il contenuto dei libri di testo usati in Medio Oriente per determinare se ai bambini si insegna ad accettare e riconoscere il diritto dell'“Altro” a esistere". La ONG ritiene "che l'istruzione dovrebbe essere usata per incoraggiare la propensione alla tolleranza, il pluralismo, la democrazia e promuovere metodi pacifici per risolvere i conflitti."

## Scopi
Scopo dichiarato dell'organizzazione è "identificare ciò che viene insegnato nelle scuole, con riguardo al riconoscimento e accettazione dell'Altro basandosi sul testo, piuttosto che sulla sua interpretazione. Pioniere nel campo dell'analisi dei libri di testo, IMPACT-SE si impegna nel presentare una chiara visione di come nazioni differenti istruiscono ed educano i loro giovani, con riguardo alle diverse religioni, società, culture, ai valori democratici e alla considerazione dell'altro"

## Attività
IMPACT-SE esamina i curricula scolastici per determinare se i materiali presentati sono conformi agli standard internazionali alla luce delle dichiarazioni e delle risoluzioni dell'UNESCO, facendo pressione per modifiche ove queste siano ritenute necessarie.
Il suo lavoro consiste soprattutto nell'analisi dei libri di testo israeliani, palestinesi, sauditi, siriani, egiziani e iraniani.